# Bedeu, Hajdú-Bihar
Bedeu (în maghiară Bedő) este un sat în districtul Berettyóújfalu, județul Hajdú-Bihar, Ungaria, având o populație de 255 de locuitori (2011).

## Demografie
Componența etnică a satului Bedeu
     Maghiari (62,43%)
     Români (32,32%)
     Romi (4,42%)
     Germani (0,83%)
Componența confesională a satului Bedeu
     Greco-catolici (54,9%)
     Reformați (10,98%)
     Romano-catolici (10,59%)
     Fără religie (3,14%)
     Ortodocși (1,96%)
     Necunoscută (18,43%)
Conform recensământului din 2011, satul Bedeu avea 255 de locuitori. Din punct de vedere etnic, majoritatea locuitorilor (62,43%) erau maghiari, existând și minorități de români (32,32%) și romi (4,42%).  Din punct de vedere confesional, majoritatea locuitorilor (54,9%) erau greco-catolici, existând și minorități de reformați (10,98%), romano-catolici (10,59%), persoane fără religie (3,14%) și ortodocși (1,96%). Pentru 18,43% din locuitori nu este cunoscută apartenența confesională.

În anul 1881 la Bedeu locuiau 537 de persoane, dintre care 478 români, 35 maghiari, și 24 din alte etnii. Din punct de vedere religios, 478 erau greco-catolici, 25 reformați, 22 ortodocși, 8 romano-catolici.

## Monumente și clădiri
- Biserica greco-catolică Arhanghelul Sfântul Mihail, construită în 1845